# Нифанська сільська рада
Ни́фанська сільська рада (рос. Нифанский сельский совет) — сільське поселення у складі Щучанського району Курганської області Росії.
Адміністративний центр — село Нифанка.
Населення сільського поселення становить 877 осіб (2017; 962 у 2010, 1090 у 2002).

## Склад
До складу сільського поселення входять:
| Населений пункт  | Населення, осіб (2002) | Населення, осіб (2010) |
| ---------------- | ---------------------- | ---------------------- |
| Борки, присілок  | 7                      | 14                     |
| Козино, присілок | 427                    | 351                    |
| Нифанка, село    | 656                    | 597                    |